# 佐藤翔 (1985年生の俳優)
佐藤 翔（さとう しょう、1985年1月29日 - ）は、日本の元俳優。事務所はエビス大黒舎（Team Ebisu）を経て、ミッシングピースに所属していた。東京都出身。身長172cm、体重58kg。

## 出演

### 映画
- 出口のない海（2006年9月16日、佐々部清監督） - 特攻隊 役
- 完全犯罪のススメ（2010年、山本清史監督）　- 武田望 役
- 推定容疑者（2012年、加賀賢三監督） - カップル 役
- 7s（2015年11月7日、藤井道人監督） - アクション俳優・AD 役

### テレビ
- トワイライトストーリー
- 太陽解決社（2012年、千葉テレビ） - 主演
- それぞれの太陽（2012年、千葉テレビ） - 主演
- 軍師官兵衛 第49・50話（2014年12月7日・21日、NHK） - 雑兵 役
- 花燃ゆ　第24・27話（2015年6月14日・7月5日、NHK） - 新撰組隊士役・会津藩士役
- わたしのウチには、なんにもない。　第1話（2016年2月6日、NHK BSプレミアム） - 計量スプーン 役
- 昼のセント酒　第10話（2016年6月11日、テレビ東京） - ランナー 役
- 水曜ミステリー9『検事・沢木正夫4』（2016年9月14日、テレビ東京） - 捜査員 役
- 野武士のグルメ　第8話（2017年、Netflix） - 先輩サラリーマン 役

### CM
- グロンサン
- レオパレス21　「レオパレス21〜夢編〜」
- プロミス　「全国ツアー」篇 - イベントスタッフ 役

### 舞台
- 朗読劇「赤い吹雪〜東京大空襲真実の記録〜」（即興演劇集団ドラゴンアットマーク公演） - 主演ナレーション

### その他
- WEB　富士ソフト『MoreNOTE』 - メイン 役
- WEB　プロミス「社長、吠える」篇 - イベントスタッフ 役
- PV DJ FUMIYEAH!　「FUMI☆YEAH!」 - クラブの客 役
- VP　メットライフアリコ『ガードX』 - 看護師 役